# Милькин, Янкель-Меер Нохим-Аронович
Янкель-Меер Нохим-Аронович Милькин (фр. Jacques Milkin, Jacob Milkin, 1877, Могилёв — 1944, Освенцим?) — российский и французский художник.

## Биография
В 1901—1909 годах учился в императорской Академии художеств в Санкт-Петербурге. Участник созданного в 1918 году Московского художественного кружка. Участник Выставки картин и скульптуры художников-евреев в Москве (1918), где выставлялось 233 произведения многих известных художников — Н. И. Альтмана, И. И. Бродского, Л. М. Антокольского, И. И. Габовича, И. Я. Гинцбурга, Л. М. Лисицкого, А. А. Маневича, Я. Паина, Я. Пятигорского, С. Б. Рыбака, С. Б. Юдовина и других.
Жил в Париже. Депортирован в Освенцим в 1944 году .